# Saint-Germain-Laprade
Saint-Germain-Laprade är en kommun i departementet Haute-Loire i regionen Auvergne-Rhône-Alpes i centrala Frankrike. Kommunen ligger i kantonen Le Puy-en-Velay-Est som tillhör arrondissementet Le Puy-en-Velay. År 2022 hade Saint-Germain-Laprade 3 459 invånare.

## Befolkningsutveckling
Antalet invånare i kommunen Saint-Germain-Laprade
| Referens: INSEE |